# Richard Alston
Richard Alston (ur. 19 grudnia 1941 w Perth) – australijski polityk i dyplomata, członek Liberalnej Partii Australii (LPA). W latach 1986–2004 senator ze stanu Wiktoria, od 1996 do 2003 członek gabinetu federalnego Australii. W latach 2005–2008 wysoki komisarz Australii w Wielkiej Brytanii.

## Życiorys

### Wykształcenie i kariera zawodowa
Jest absolwentem studiów prawniczych na University of Melbourne oraz Monash University. Przed rozpoczęciem kariery politycznej prowadził praktykę adwokacką.

### Kariera polityczna
W 1986 został wybrany do Senatu przez Parlament Wiktorii, zgodnie z przepisami o uzupełnianiu składu Senatu w trakcie trwania kadencji. Miało to związek ze śmiercią senatora Alana Missena. W latach 1990, 1996 i 2001 uzyskiwał wybór na pełne kadencje senackie. Po zwycięstwie wyborczym LPA w 1996 wszedł do gabinetu Johna Howarda jako minister komunikacji (łączności) i sztuki. Zajmował to stanowisko, którego nazwa ulegała dwukrotnie nieznacznym zmianom, do października 2003. W lutym 2004 zrezygnował z zasiadania w parlamencie federalnym. W latach 2005–2008 stał na czele australijskiej placówki dyplomatycznej w Londynie.

### Późniejsze życie
Po powrocie do kraju pracował w biznesie oraz naukowo. Od czerwca 2014 zajmuje stanowisko federalnego przewodniczącego LPA, czego nie należy mylić z federalnym liderem partii, którym jest automatycznie przywódca frakcji parlamentarnej LPA. Rola przewodniczącego jest w znacznej mierze honorowa i administracyjna.

## Odznaczenia
W 2015 otrzymał Order Australii klasy Oficer.